# Ostrov (okres Benešov)
Ostrov (Duits: Ostrau of Ostrau bei Wellisch) is een Tsjechische gemeente in de regio Midden-Bohemen en maakt deel uit van het district Benešov. Het dorp ligt op 7 kilometer afstand van de stad Vlašim.
Ostrov telt 71 inwoners (2025).

## Geschiedenis
De eerste schriftelijke vermelding van het dorp dateert van 1411.
Sinds 1960 maakt Ostrov deel uit van het district Benešov.

## Verkeer en vervoer

### Autowegen
Ostrov is te bereiken via diverse regionale wegen. 

### Spoorlijnen
Er is geen station in Ostrov. Het dichtstbijzijnde station is in Vlašim, op zo'n 7 kilometer afstand. Dat station ligt aan de spoorlijn Benešov - Trhový Štěpánov.

### Buslijnen
Er zijn twee bushaltes in en bij Ostrov:
| Halte           | Lijn(en) | Traject(en)                     | Vervoerder(s)             |
| --------------- | -------- | ------------------------------- | ------------------------- |
| Ostrov, Ostrov  | 453 758  | Vlašim - Tábor Vlašim - Benešov | COMMETT PLUS CŠAD Benešov |
| Ostrov, Rozchod | 453 758  | Vlašim - Tábor Vlašim - Benešov | COMMETT PLUS CŠAD Benešov |

### Fietsroutes
De volgende fietsroute loopt door de gemeente:
- 8163: Louňovice pod Blaníkem - Veliš - Kondrac

## Bezienswaardigheden
- Dorpskapel

## Galerij

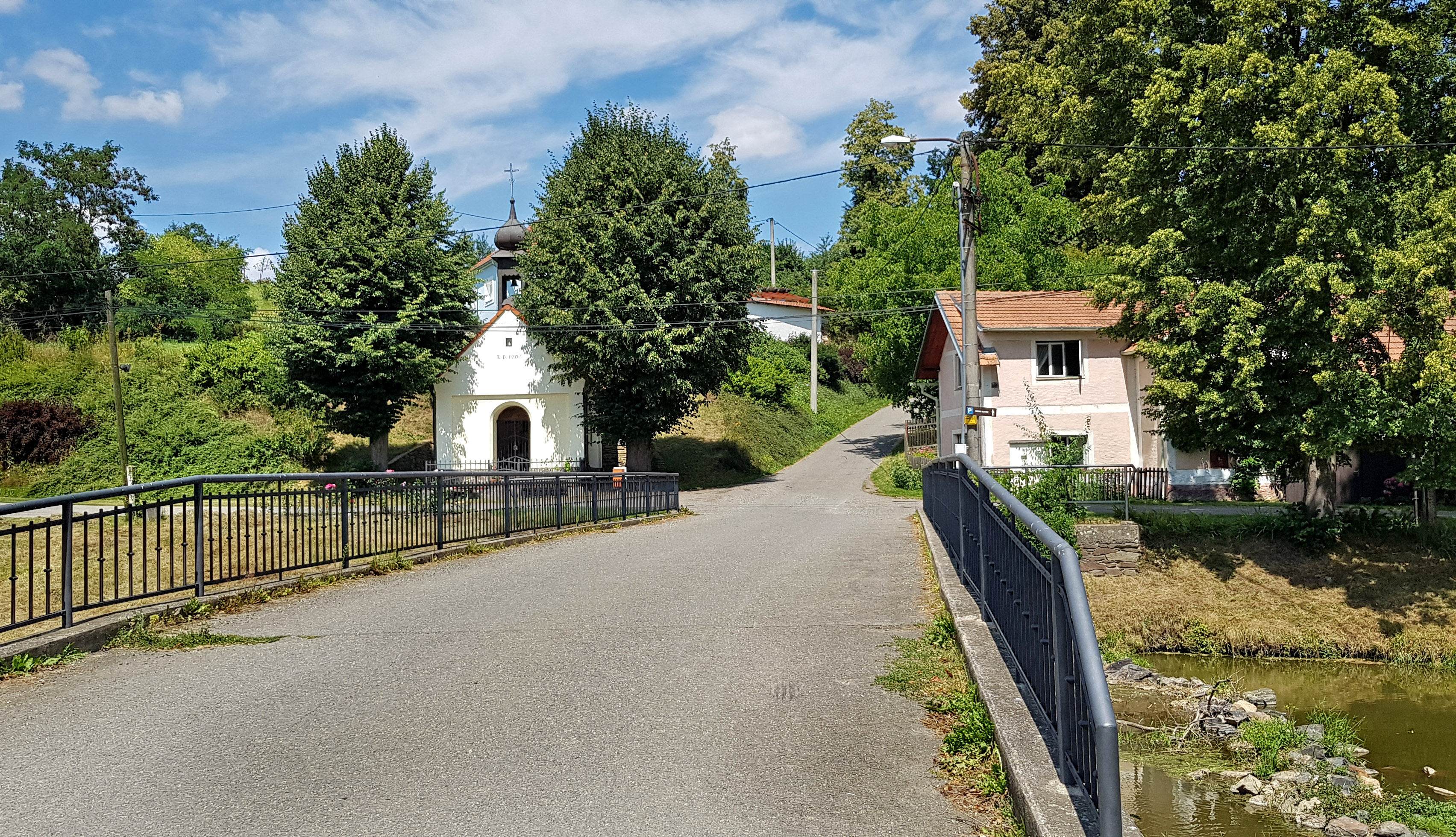
Brug in het dorp (2018)
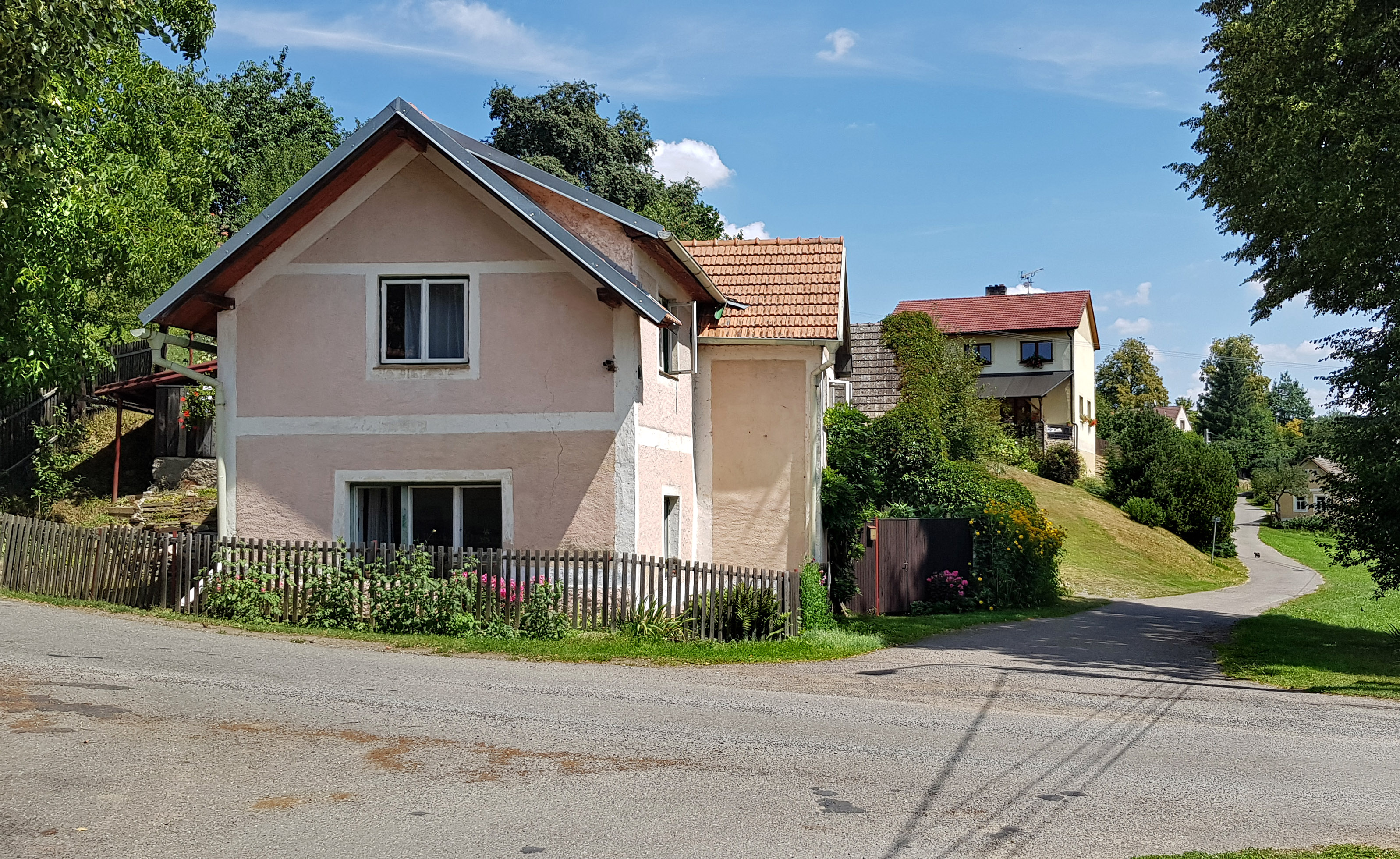
Huizen in het dorp (2018)
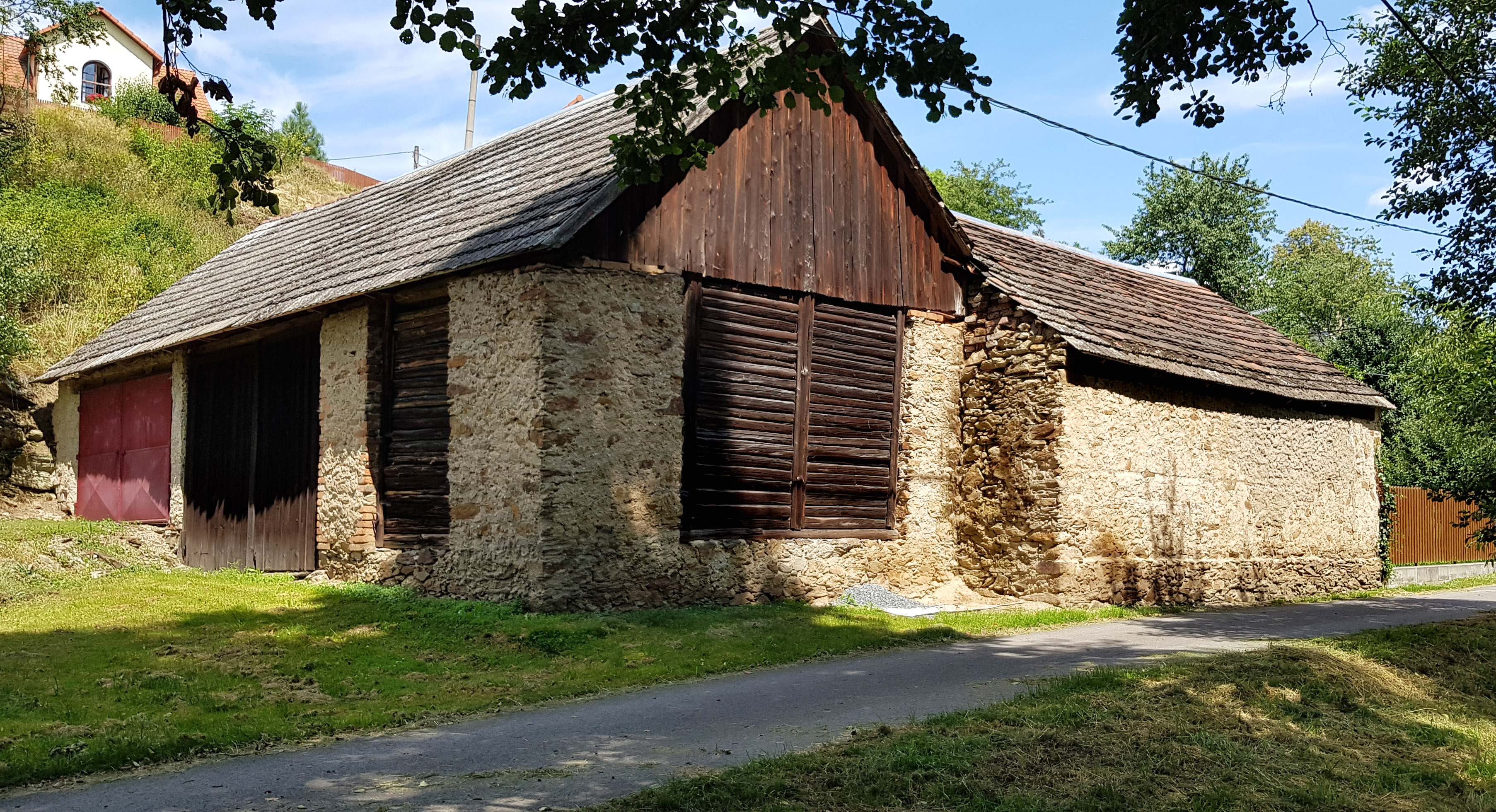
Oude schuur (2018)
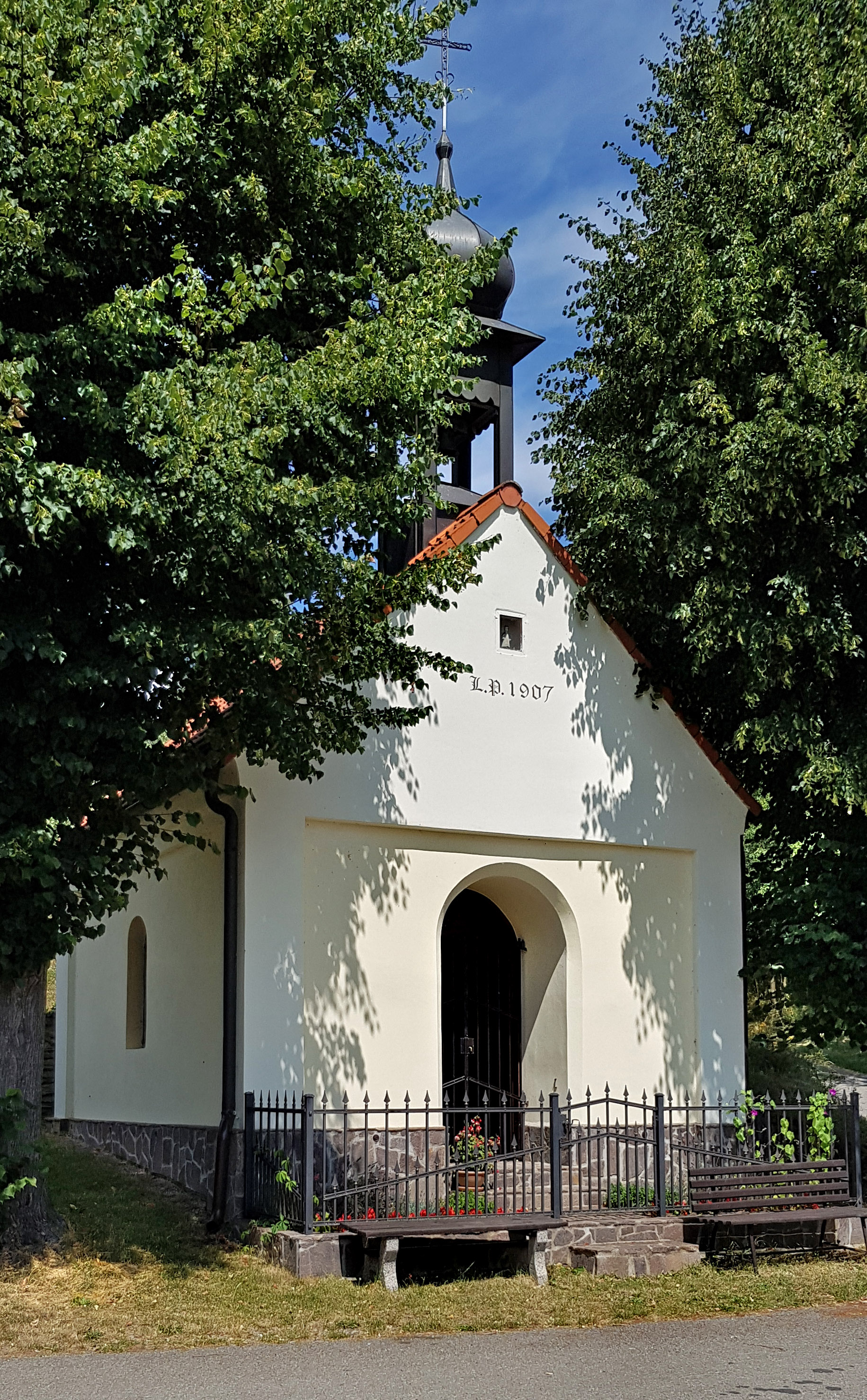
Dorpskapel (2018)